# Günther Gensler

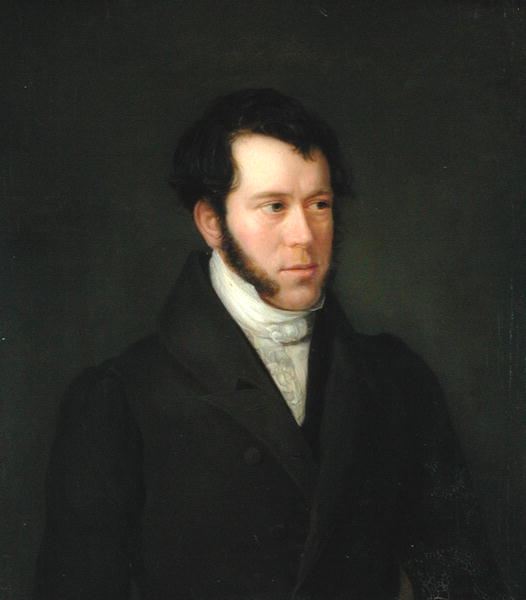
Porträt Günther Gensler von Franz Heesche, 1833, Hamburger Kunsthalle

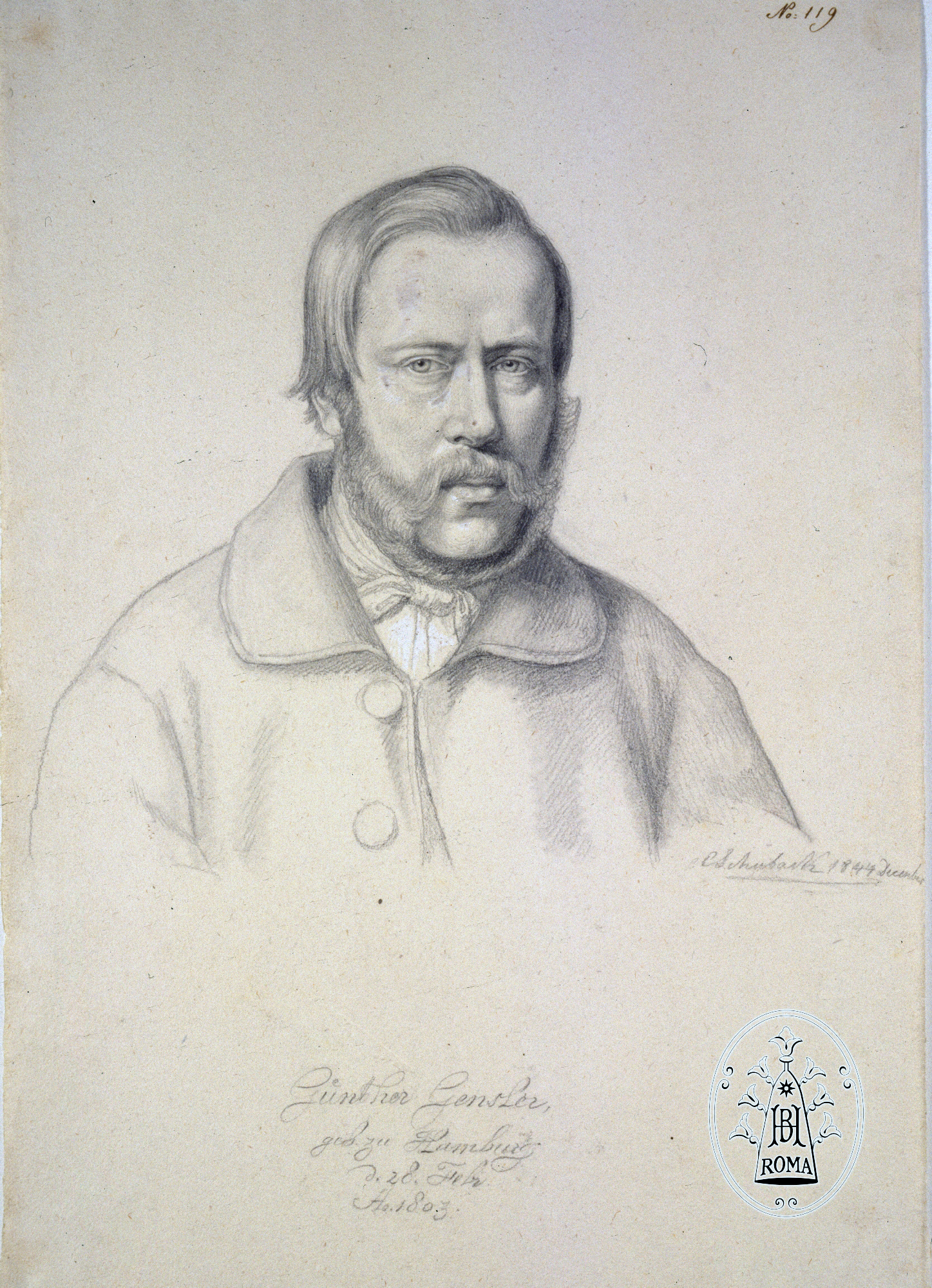
Günther Gensler, gezeichnet von Emil Gottlieb Schuback, Rom Dezember 1844

Günther Gensler (auch Johann Günther Gensler; * 28. Februar 1803 in Hamburg; † 28. Mai 1884 daselbst) war ein deutscher Maler, Radierer und Zeichner der Hamburger Schule.

## Leben
Sein Vater, ein Goldplätter und Goldspinner, wurde am 4. Oktober 1753 in Danzig geboren und verstarb am 12. Februar 1831 in Hamburg. Aus der am 12. Mai 1802 in Hamburg geschlossenen Ehe mit der am 27. Oktober 1777 geborenen Anna Elisabeth Koch, die am 9. Dezember 1860 verstarb, entstammen auch seine jüngeren Brüder, die Maler Jacob Gensler und Martin Gensler (1811–1881). In der Sammlung von Adolf Glüenstein (1849 bis um 1917) befand sich, vermutlich angeregt durch Gerdt Hardorff, sich im Zeichnen zu üben, eine Bleistiftzeichnung des Vaters, die eine „Hütte mit einer Frau und zwei Knaben“ darstellt.

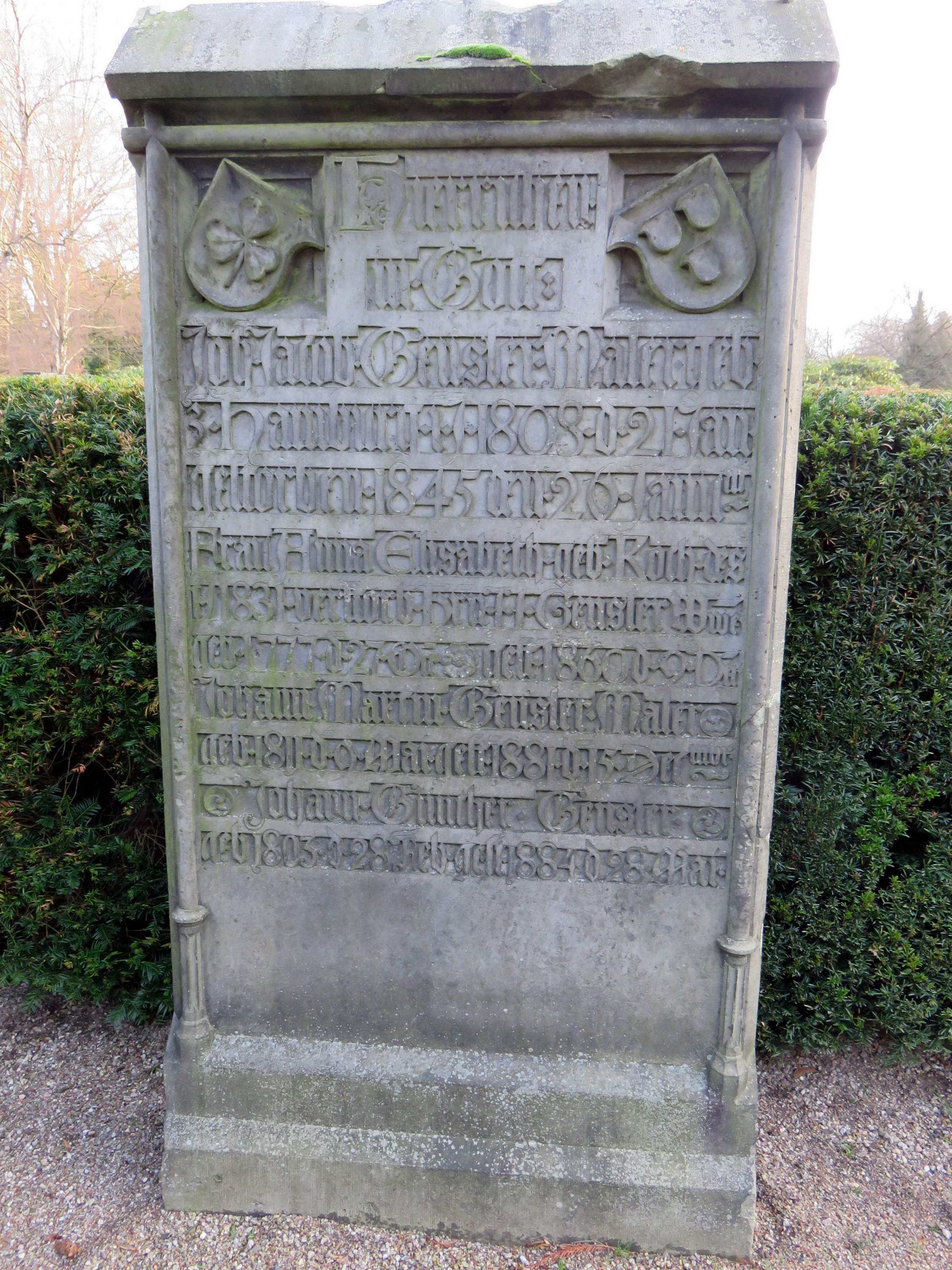
Gensler-Grabmal im Freilichtmuseum Heckengarten auf dem Friedhof Ohlsdorf

Nach dem Tod des Vaters versorgte die Mutter ihre Söhne, entzog sich ansonsten deren Lebensführung, die später gemeinsam in einem Gartenhaus lebten und arbeiteten. Das „Gartenhaus am Dragonerstall“ wurde 1721 in einem weiträumigen Garten, in dem ein Laubengang zu einem Pavillon führte, errichtet und blieb bis 1864 unverändert.
Er wie seine Brüder gehörten dem Hamburger Künstlerverein von 1832 an, in dem Jakob Gensler auch als Vorstand tätig war.
Dokumentiert ist die Unterrichtung um 1822 durch Friedrich August Rachau (1753–1831), einen Schüler von Johann Heinrich Wilhelm Tischbein.
Um 1826 unterrichtete er neben seinem Bruder Martin auch Louis Gurlitt. An der Gelehrtenschule des Johanneums unterrichtete er Kunstgeschichte und Zeichnen.
Der Literatur nach lebte er ab 1829 in Dresden und reiste 1837 nach Amsterdam, wo er in den Monaten Juni und Juli die Werke Rembrandts und Bartholomeus van der Helst studierte. 1844 besuchte er Rom in der Hoffnung auf neue künstlerische Anregungen, die sich aber nicht erfüllte.
Sein Werk umfasst über 120 Ölbilder und Zeichnungen.
Im Grabmal-Freilichtmuseum Heckengarten auf dem Hamburger Friedhof Ohlsdorf befindet sich das (Familien-)Grabmal Johann Günther Genslers, darüber hinaus wird im Bereich des Ohlsdorfer Althamburgischen Gedächtnisfriedhofs auf dem Sammelgrabmal „Maler“ an ihn, seine Brüder Jakob und Martin sowie an weitere Hamburger Maler erinnert.
Alle drei Gensler-Brüder waren auch Mitglieder der Hamburger Turnerschaft von 1816.

## Das Künstler-Vereinsbild
1838 begann er in Hamburg mit den Vorarbeiten für das aus zwölf Personen bestehende Gruppenbild und später als „Künstler-Vereinsbild“ bezeichnete Kunstwerk. 1840 fertiggestellt wurde das Bild 1841 im „Hamburger Künstlerverein“ ausgestellt der nach Angaben von Otto Speckter aus einem Kegelklub entstanden ist.

### Beschreibung
Dargestellt sind im Hintergrund, ein Bild betrachtend, Johann Heinrich Sander und Johann Georg Haeselich. Am Tisch sitzen von links nach rechts angeordnet Franz Heesche, Jakob und Martin Gensler sowie abgesondert von der Hauptgruppe Otto Speckter. Zwischen Franz Heesche und seinem Bruder Jakob Gensler steht der Künstler, der rechts hinter Martin Gensler stehend von Rudolf Hardorff flankiert wird. Hinter Jakob Gensler steht Hermann Wilhelm Soltau, der sich mit den neben ihm stehenden Carl Julius Milde und Hermann Kauffmann über einen Entwurf austauscht, während Hermann Wilhelm Soltau diesen weiterreicht. Jakob Gensler wird durch seine gelbe Kleidung als Vorsitzender des Vereins hervorgehoben. Im Hintergrund ist ein Diener dargestellt, der Punsch bringt.

## Ausstellungen (Auswahl)
- 2019: Hamburger Schule – Das 19. Jahrhundert neu entdeckt (12. April bis 14. Juli), Hamburger Kunsthalle